# Angelo Zulatti
Pour les articles homonymes, voir Zulatti.
Angelo Zulatti (né en 1732 à Lixouri (Lissouri), Céphalonie et mort en novembre 1798) est un médecin italien du XVIIIe siècle.

## Biographie
Angelo Zulatti est reçu docteur en médecine en 1750 à Padoue, après avoir fait de bonnes études à l'université de Padoue.
Il se fixe alors à Bologne], où il obtient bientôt de nombreux succès.
En 1752, il publie à Florence Una lettera ad un medico sopra le riflessioni sul vitto pitagorico di Giuseppe Pujati medico di Feltre, dans laquelle il combat les opinions de Giuseppe Pujati (it), qui avait attaqué les principes émis par Antonio Cocchi dans sa Dissertation sur le régime pythagoricien, et soutient avec ce dernier que Pythagore connaissait les vrais principes de la génération des animaux, la forme sphérique de la terre, les véritables lois astronomiques, etc.
Zulatti part en 1754 pour Constantinople, attaché à l'ambassadeur de Venise en Turquie, Dona, en qualité de médecin. Il poursuit dans cette ville le cours de ses recherches médicales, et il publie en 1758, un an avant Tissot, Compendio di medicina pratica, nel quale si descrivono le principali malattie del corpo umano; con un ampio ricettario in fine ; cette œuvre fut bien reçue des savants, et, bien qu'elle ait été réimprimée à Venise, en 1764, et traduite en grec moderne, elle est devenue rare.
De retour à Venise, peu après avoir terminé son Résumé de médecine pratique, Angelo Zulatti est l'un des premiers à avoir recours à l'aimant dans les maladies nerveuses, et, ayant obtenu quelques succès par son nouveau mode de traitement, il publie, en 1758, dans le recueil de Calogera des Osservatione fatta in Venezia sopro un nuovo usa della calamita, o interna l'efficacia della calamita applicata esternamente nelle convulsioni, qui furent reproduites par divers recueils spéciaux d'Italie et même de France.
Nommé, en 1762, médecin en chef de l'hôpital militaire à Venise, Zulatti se distingue pendant l'épidémie de fièvre scarlatine maligne qui, cette année même, causa de si nombreux ravages dans les environs de Venise, et il publie bientôt après un curieux travail intitulé Mixti pariter generis scarlatina, maligna et epidemica fuit, quam in Cephaloniœ urbe vicinisque locis anno 1763 grassantem vidit amicus meus singularis, idemque medicus doctissimus, Angélus Zulattus.
Zulatti est mort au mois de novembre 1798.

## Œuvres
Outre les ouvrages que nous avons cités, on lui doit encore une remarquable Description d'un tétanos observé à Bologne en 1751, publiée à Venise en 1762 ; une lettre en latin sur un singulier cas de gravelle, imprimée dans le Journal médical d'Orteschi, t. 6 (1767), et de nombreuses observations sur l'inoculation, imprimées à Venise, en 1768, sous le titre : Notizie dell'innesti di vaiuolo fatti in Cefalonia, qu'on retrouve dans le journal d'Orteschi (t. 6, p. 267).

## Source
« Angelo Zulatti », dans Louis-Gabriel Michaud, Biographie universelle ancienne et moderne : histoire par ordre alphabétique de la vie publique et privée de tous les hommes avec la collaboration de plus de 300 savants et littérateurs français ou étrangers, 2e édition, 1843-1865 [détail de l’édition]
- (it) Angelo Zulatti sur le site Opac.bncf.firenze.sbn.it